# Ярешки (Броварський район)
Яре́шки — село в Україні, в Броварському районі Київської області. Населення становить 813 осіб. Входить до складу Березанської міської громади.

## Історія
Є на мапі 1816 року як Грешка
За даними на 1859 рік у власницькому та козацькому селі Переяславського повіту Полтавської губернії мешкало 749 особи (362 чоловічої статі та 387 — жіночої), налічувалось 119 дворових господарств, існувала сільська управа.
Станом на 1885 рік у колишньому державному та власницькому селі Лехнівської волості мешкало 810 осіб, налічувалось 147 дворових господарств, існували постоялий будинок та 21 вітряний млин.
За переписом 1897 року кількість мешканців зросла до 947 осіб (479 чоловічої статі та 468 — жіночої), з яких 941 — православної віри.
1910 року - селище Лехнівської волості Переяславського повіту Полтавської губернії, 183 господарства, 990 мешканців разом з найманими робітниками.
До 12 червня 2020 року було центром Ярешківської сільської ради.

## Населення
Згідно з переписом УРСР 1989 року чисельність наявного населення села становила 925 осіб, з яких 416 чоловіків та 509 жінок.
За переписом населення України 2001 року в селі мешкало 777 осіб.

### Мова
Розподіл населення за рідною мовою за даними перепису 2001 року:
| Мова       | Відсоток |
| ---------- | -------- |
| українська | 98,03 %  |
| російська  | 1,72 %   |
| вірменська | 0,25 %   |